# XMobots Nauru 500A
Die XMobots Nauru 500 ist ein unbemanntes Luftfahrzeug des brasilianischen Herstellers XMobots.

## Geschichte und Konstruktion
Die Nauru 500 ist als Schulterdecker ausgelegt und verfügt über ein positives V-Leitwerk und ein nicht einziehbares Bugradfahrwerk. Die Maschine ist aus Holz und Verbundwerkstoffen gefertigt. Angetrieben wird die Drohne  von einem 1,8 kW starken Zweitaktmotor (Näheres ist nicht bekannt), der einen Druckpropeller antreibt. Das UAV besitzt eine Flugautonomie von 5:30 Stunden und kann eine Nutzlast von 6 kg tragen. Die Drohne kann konventionell oder per Katapult gestartet werden (in diesem Fall wird das Fahrwerk abmontiert) und entweder auf dem Fahrwerk oder per Fallschirm gelandet werden.

## Technische Daten
| Kenngröße             | Daten                        |
| --------------------- | ---------------------------- |
| Länge                 | 1,83 m                       |
| Spannweite            | 2,32 m                       |
| Höhe                  | 0,68 m                       |
| Flügelfläche          | ?                            |
| Zuladung              | 6 kg                         |
| max. Startmasse       | 15 kg                        |
| Reisegeschwindigkeit  | 108 km/h                     |
| Höchstgeschwindigkeit | ? km/h                       |
| Dienstgipfelhöhe      | 3000 m                       |
| Reichweite            | 5:30 Stunden                 |
| Triebwerke            | 1 × Zweitaktmotor mit 1,8 kW |